# John Rimmer
John Thomas Rimmer (Birkdale, 27 april 1878 - Liverpool 6 juni 1962) was een Brits atleet.

## Biografie
Rimmer behaalde tijdens de Olympische Zomerspelen 1900 de eerste plaats op de 4000 m Steeplechase en de 5000 m voor team

## Titels
- Olympisch kampioen 4000m Steeplechase - 1900
- Olympisch kampioen 5,000 meter, Team - 1900

## Palmares

### 1500 m
- 1900: 7e/9e OS -

### 4000 m Steeplechase
- 1900:  OS - 12.58,4 s

### 5000 m, team
- 1900:  OS - 26 punten